# 1988-as Formula–1 ausztrál nagydíj
Az 1988-as Formula–1 világbajnokság tizenhatodik futama az ausztrál nagydíj volt.

## Futam
Az évad, egyben a turbókorszak utolsó futamán, ausztrál nagydíjon a McLaren a 12. első rajtsorát szerezte meg az évben. Prost jobb rajtjának köszönhetően Senna elé került. Berger a 3. körben megelőzte Sennát, majd Prost után eredt. A 14. körben a franciát is megelőzte, így az élre állt. Ekkor úgy tűnt, az osztrák nyeri a versenyt, de René Arnoux lekörözésénél nekiütközött, így kiesett. Prost ezáltal visszakerült az élre, és győzött Senna, Piquet, Patrese, Boutsen és Capelli előtt.
Senna 90 ponttal végzett az egyéni világbajnokság élén, Prost 87, Berger 41 egységet szerzett. A 15 futamot megnyerő McLaren-Honda 199 ponttal győzött a Ferrari, a Benetton-Ford és Lotus-Honda előtt.
| Helyezés | #  | Versenyző             | Csapat/Motor    | Futott körök | Idő/Kiesés oka      | Rajthely | Pontszám |
| -------- | -- | --------------------- | --------------- | ------------ | ------------------- | -------- | -------- |
| 1        | 11 | Alain Prost           | McLaren-Honda   | 82           | 1:53:14,676         | 2        | 9        |
| 2        | 12 | Ayrton Senna          | McLaren-Honda   | 82           | + 36,387            | 1        | 6        |
| 3        | 1  | Nelson Piquet         | Lotus-Honda     | 82           | + 47,546            | 5        | 4        |
| 4        | 6  | Riccardo Patrese      | Williams-Judd   | 82           | + 1:20,088          | 6        | 3        |
| 5        | 20 | Thierry Boutsen       | Benetton-Ford   | 81           | + 1 kör             | 10       | 2        |
| 6        | 16 | Ivan Capelli          | March-Judd      | 81           | + 1 kör             | 9        | 1        |
| 7        | 23 | Pierluigi Martini     | Minardi-Ford    | 80           | + 2 kör             | 14       |          |
| 8        | 22 | Andrea de Cesaris     | Rial-Ford       | 77           | Kifogyott üzemanyag | 15       |          |
| 9        | 26 | Stefan Johansson      | Ligier-Judd     | 76           | Kifogyott üzemanyag | 22       |          |
| 10       | 30 | Philippe Alliot       | Larrousse-Ford  | 75           | Kifogyott üzemanyag | 24       |          |
| 11       | 14 | Philippe Streiff      | AGS-Ford        | 73           | Elektronika         | 16       |          |
| Kiesett  | 9  | Piercarlo Ghinzani    | Zakspeed        | 69           | Üzemanyag rendszer  | 26       |          |
| Kiesett  | 5  | Nigel Mansell         | Williams-Judd   | 65           | Kicsúszás           | 3        |          |
| Kiesett  | 19 | Alessandro Nannini    | Benetton-Ford   | 63           | Kicsúszás           | 8        |          |
| Kiesett  | 33 | Stefano Modena        | Euro Brun-Ford  | 63           | Féltengely          | 20       |          |
| Kiesett  | 17 | Derek Warwick         | Arrows-Megatron | 52           | Motorhiba           | 7        |          |
| Kiesett  | 18 | Eddie Cheever         | Arrows-Megatron | 51           | Motorhiba           | 18       |          |
| Kiesett  | 15 | Maurício Gugelmin     | March-Judd      | 46           | Ütközés             | 19       |          |
| Kiesett  | 2  | Nakadzsima Szatoru    | Lotus-Honda     | 45           | Ütközés             | 13       |          |
| Kiesett  | 24 | Luis Perez-Sala       | Minardi-Ford    | 41           | Motorhiba           | 21       |          |
| Kiesett  | 36 | Alex Caffi            | Dallara-Ford    | 32           | Kuplung             | 11       |          |
| Kiesett  | 28 | Gerhard Berger        | Ferrari         | 25           | Ütközés             | 4        |          |
| Kiesett  | 25 | René Arnoux           | Ligier-Judd     | 24           | Ütközés             | 23       |          |
| Kiesett  | 3  | Jonathan Palmer       | Tyrrell-Ford    | 16           | Erőátvitel          | 17       |          |
| Kiesett  | 32 | Oscar Larrauri        | Euro Brun-Ford  | 12           | Féltengely          | 25       |          |
| Kiesett  | 27 | Michele Alboreto      | Ferrari         | 0            | Ütközés             | 12       |          |
| NK       | 31 | Gabriele Tarquini     | Coloni-Ford     |              |                     |          |          |
| NK       | 4  | Julian Bailey         | Tyrrell-Ford    |              |                     |          |          |
| NK       | 29 | Pierre-Henri Raphanel | Larrousse-Ford  |              |                     |          |          |
| NK       | 10 | Bernd Schneider       | Zakspeed        |              |                     |          |          |
| NeK      | 21 | Nicola Larini         | Osella          |              |                     |          |          |

## A világbajnokság végeredménye
| H   | Versenyzők         | Pont     | H   | Konstruktőrök   | Pont |
| --- | ------------------ | -------- | --- | --------------- | ---- |
| 1.  | Ayrton Senna       | 90 (94)  | 1.  | McLaren-Honda   | 199  |
| 2.  | Alain Prost        | 87 (105) | 2.  | Ferrari         | 65   |
| 3.  | Gerhard Berger     | 41       | 3.  | Benetton-Ford   | 39   |
| 4.  | Thierry Boutsen    | 27       | 4.  | Arrows-Megatron | 23   |
| 5.  | Michele Alboreto   | 24       | 5.  | Lotus-Honda     | 23   |
| 6.  | Nelson Piquet      | 22       | 6.  | March-Judd      | 22   |
| 7.  | Ivan Capelli       | 17       | 7.  | Williams-Judd   | 20   |
| 8.  | Derek Warwick      | 17       | 8.  | Tyrrell-Ford    | 5    |
| 9.  | Nigel Mansell      | 12       | 9.  | Rial-Ford       | 3    |
| 10. | Alessandro Nannini | 12       | 10. | Minardi-Ford    | 1    |

(A teljes lista)

## Statisztikák
Vezető helyen:
- Alain Prost: 70  (1-13 / 26-82)
- Gerhard Berger: 12 (14-25)

Alain Prost 35. (R) győzelme, 27. leggyorsabb köre, Ayrton Senna 29. pole-pozíciója.
- McLaren 70. győzelme.

Philippe Streiff utolsó versenye.